# El Saucito
El Saucito es una localidad mexicana ubicada en el estado de Jalisco, dentro del municipio de Teocaltiche.

## Historia
El Saucito se encuentra ubicado en el municipio de Teocaltiche, en el estado de Jalisco.
Está ubicado a aproximadamente 1971m sobre el nivel del mar, cuenta con aproximadamente 213 habitantes, según datos del Censo de Población y Vivienda 2010 .
Esta pequeño localidad pertenece a la delegación de Mechoacanejo, Jalisco. Y colinda con las comunidades rurales de Rancho Mayor, Los Saucos y Cañadas.
El Saucito sobresale por su belleza natural, entre las cuales se encuentran varias hectáreas de bosques. Otro de sus atractivos son las "Pinturas Rupestres" ubicadas en un cerro cercano  llamado "Los Gavilanes".